# Sometime Anywhere
Sometime Anywhere è un album in studio del gruppo rock australiano The Church, pubblicato nel 1994.

## Tracce
1. Day of the Dead
2. Lost My Touch
3. Loveblind
4. My Little Problem
5. The Maven
6. Angelica
7. Lullaby
8. Eastern
9. Two Places at Once
10. Business Woman
11. Authority
12. Fly Home
13. The Dead Man's Dream